# Van Bergen IJzendoornpark

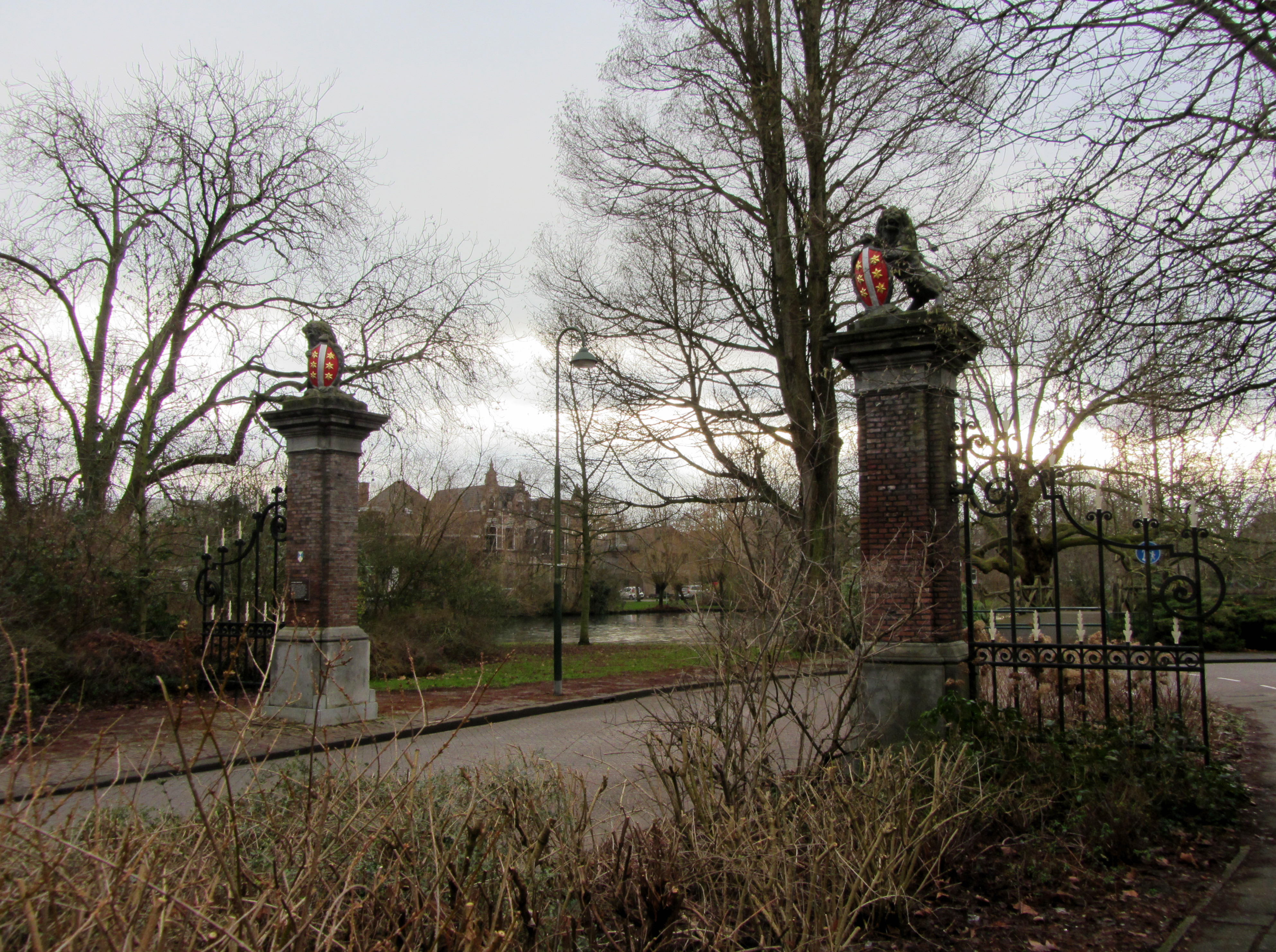
Pijlers met leeuwen aan de stationszijde van het park

Het Van Bergen IJzendoornpark is een stadspark, gelegen tussen het Stationsplein, de Crabethstraat, de Van Beverninghlaan en de Nieuwe Gouwe O.Z. in de Nederlandse stad Gouda.
Het park is genoemd naar de schenker, de Goudse burgemeester Albertus Adrianus van Bergen IJzendoorn. Deze had bij zijn overlijden in 1895 ƒ 40.000 nagelaten aan de gemeente Gouda. Het bedrag was bestemd om daarvan een wandelpark aan te leggen net buiten de toenmalige stadsbebouwing. Hij had tevens bepaald, dat het park van meerdere zijden bereikbaar zou moeten zijn. Van Dolder de Wit en Sprokholt noemen in Goudse plantaardigheden de tuinarchitect Hendrik Copijn als ontwerper van het park. Hij maakte in 1897 een plan voor het park in de Engelse landschapsstijl. Kenmerkend voor die stijl zijn de slingerpaden, vijvers en knuppelbruggetjes. Van Elswijk noemt in Groen van toen de firma Groenewegen en Zoon als de ontwerpers. Hun plan viel bij de Goudse gemeentebestuurders in goede aarde en zij kregen de opdracht om het oostelijk gedeelte van het park in 1901 aan te leggen. Bij de ingang van het park aan de stationszijde werden twee pilaren geplaatst met daarop de leeuwen, afkomstig van de in 1843 afgebroken Kleiwegspoort.

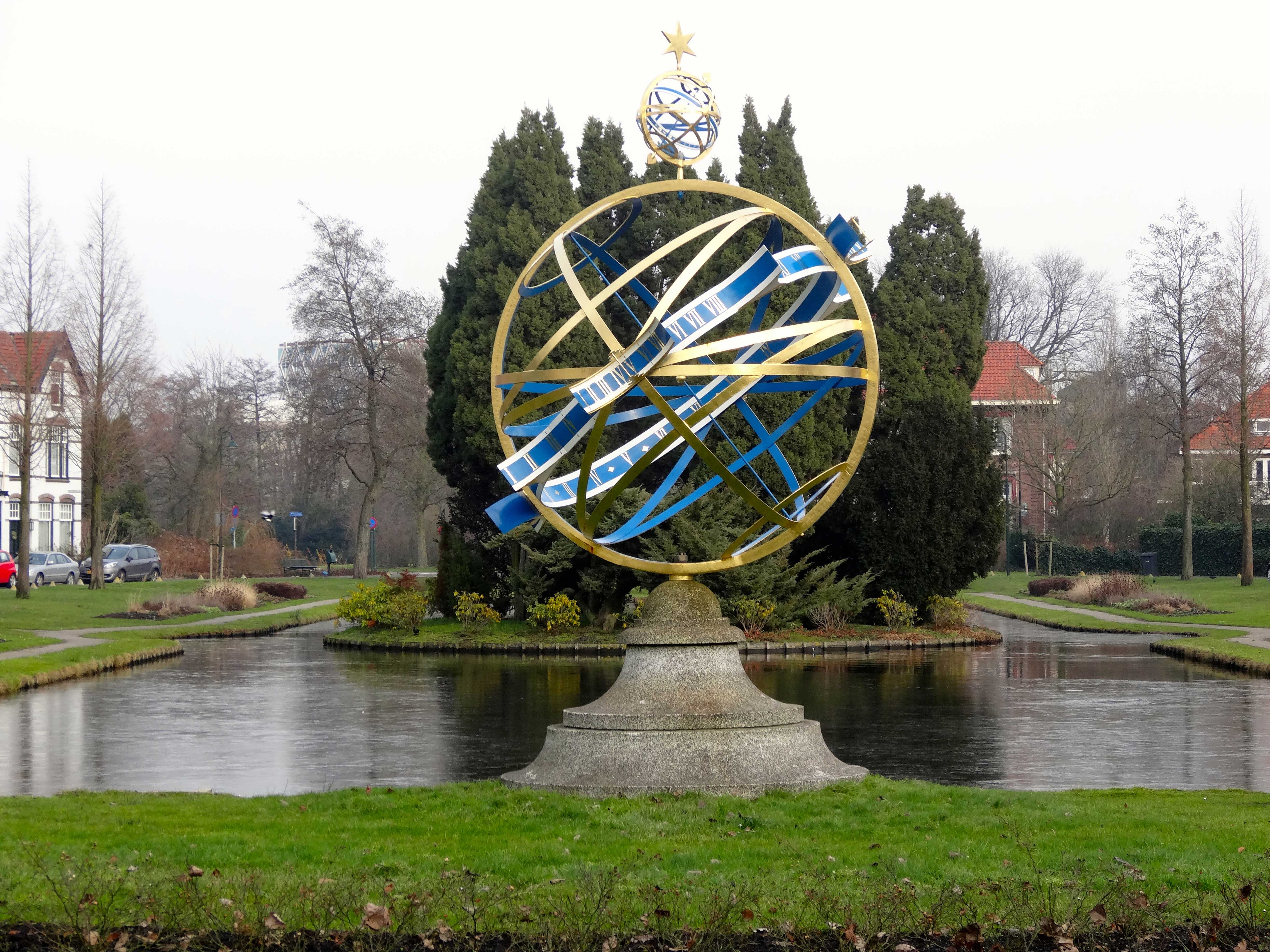
Het Nieuwe Park (Van Bergen IJzendoornpark)

De gemeenteraad van Gouda besloot in 1910 het park naar het westen uit te breiden met wat genoemd werd het Nieuwe Park. Deze uitbreiding van het Van Bergen IJzendoornpark, tussen de Winterdijk en de Nieuwe Gouwe O.Z., werd in 1911, aangelegd. Dit deel van het park kreeg een veel strakker karakter met een vijver in het midden en wandelweg eromheen. In de onbebouwde stukken tussen de vier hoekpunten, waar stadsvilla's werden gebouwd, werden wandelwegen door bosschages aangelegd. Later zijn ook die delen van het park bebouwd.